# Pattingham
Pattingham är en ort i civil parish Pattingham and Patshull, i distriktet South Staffordshire, Storbritannien.   Den ligger i grevskapet Staffordshire och riksdelen England, i den södra delen av landet, 190 km nordväst om huvudstaden London. Pattingham ligger 121 meter över havet och antalet invånare är 1 817. Pattingham var en civil parish fram till 1986 när blev den en del av Pattingham and Patshull. Civil parish hade 1 382 invånare år 1961. Byn nämndes i Domedagsboken (Domesday Book) år 1086, och kallades då Patingham.
Terrängen runt Pattingham är platt. Runt Pattingham är det tätbefolkat, med 257 invånare per kvadratkilometer. Närmaste större samhälle är Wolverhampton, 9,6 km öster om Pattingham. Trakten runt Pattingham består till största delen av jordbruksmark.